# Viață dificilă

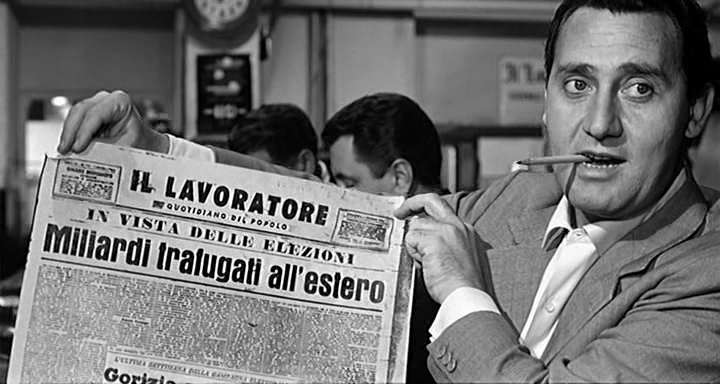
Alberto Sordi într-o scenă din film

Viață dificilă (titlul original: Una vita difficile) este un film artistic italian, realizat în 1961 de regizorul Dino Risi, care aparține proeminentelor lucrări ale genului Commedia all'italiana. Filmul a fost inclus în lista celor 100 de filme italiene de salvat (100 film italiani da salvare).

## Conținut
Silvio, un tânăr partizan roman în toiul celui de-Al Doilea Război Mondial al anului 1943, se ascunde de nemți în preajma lacului Como. Un soldat din Wehrmacht căruia ia părut suspect, îl pune la zid să îl execute. În ultima clipă, Elena care era întâmplător în preajmă, îl doboară cu un fier de călcat pe soldat și îl ascunde pe Silvio într-o moară din apropiere. Aici, el rămâne ascuns mai multe luni peste iarnă, devenind prieteni. După luni de zile, când un grup de partizani trec prin apropiere, Silvio li se alătură, plecând fără să-i spună ceva Elenei. 
După eliberarea țării, o caută din nou pe Elena, când munca lui de jurnalist la un ziar comunist din Roma, îl duce din nou pe acele meleaguri. O convinge să îl ierte pentru gestul lui și reușește să o convingă să îl urmeze în marele oraș, dar ajungând acolo constată cu dezamăgire că acesta trăiește în sărăcie...

## Distribuție
- Alberto Sordi – Silvio Magnozzi
- Lea Massari – Elena Pavinato
- Franco Fabrizi – Franco Simonini
- Lina Volonghi – Amalia Pavinato, mama lui Elena
- Claudio Gora – șeful Bracci
- Antonio Centa – Carlo
- Loredana Nusciak – Giovanna
- Paolo Vanni – Paolino fiul lui Silvio și Elenei
- Daniele Vargas – marchiza Capperoni
- Franco Scandurra – președintele comisiei de examinare
- John Karlsen – membrul comisiei de examinare
- Mino Doro – Ragana
- Carlo Kechler – Rustichelli
- Renato Tagliani – un jurnalist
- Vittorio Gassman – el însuși
- Silvana Mangano – ea însăși
- Alessandro Blasetti – el însuși
- Edith Peters de la Peters Sisters – ea însăși
- Ennio Balbo – editorul
- Howard Nelson Rubien – Excelența sa